# آلين سيمونيان
آلين سيمونيان (مواليد 5 يناير 1980) هو سياسي أرمني ورئيس الجمعية الوطنية لأرمينيا (مجلس الشعب) وعضو سابق في مجلس مدينة يريفان.

## الحياة المهنية
- 2000-2002: خدم في القوات المسلحة لأرمينيا.
- 2000: تخرج من كلية الحقوق بجامعة يريفان الحكومية.
- 2015: حصل على درجة الماجستير من كلية العلوم السياسية بأرمينيا في تخصص عالم سياسي.
- 2002-2003: مساعد رئيس المحكمة الابتدائية في مجتمعات أجبانياك ودافيتاشين.
- 2003-2004: كونفيرس بنك كمدير الموارد البشرية.
- 2006 - 2007: عمل في إذاعة راديو إف إم.
- 2008: المشاركة في الدورات التدريبية «العلاقات العامة والتقنيات السياسية» التي نظمها المركز الأوروبي للتعليم والبحوث.
- 2007-2012 - تعاون مع عدد من الشركات الإعلامية كمنتج ومخرج. منتج لعدد من مقاطع الفيديو الموسيقية والسياسية وما قبل الانتخابات ومخرج أداء.
- 2012 - 2018: رئيس تحرير مجلة «أرارات».
- 2013: أحد منظمي الاحتجاج المدني «خالية من السيارات» احتجاجا على ارتفاع أسعار النقل.
- 2013-2015: عضو مجلس إدارة النقابات العامة السياسية في «المعاهدة المدنية».
- 30 مايو 2015: منتخب في 30 أكتوبر 2016 كعضو مجلس إدارة طرف العقد المدني.
- 2015 - رئيس حزب «العقد المدني».
- 2017-2018: عضو مجلس مدينة يريفان.
- 16 مايو 2018: عضو منتخب في الجمعية الوطنية من قبل القائمة الانتخابية الوطنية لتحالف واي أوت.
- 9 ديسمبر 2018: عضو منتخب في الجمعية الوطنية من قبل القائمة الانتخابية الوطنية لتحالف خطوتي.
- 15 يناير 2019: انتخب نائباً لرئيس الجمعية الوطنية.
- مؤلف عدد من المقالات الصحفية.[1]
- رئيس مجلس الشعب في أرمينيا منذ 20 يوليو 2021م.[2]